# 開高健ノンフィクション賞
開高健ノンフィクション賞（かいこうたけしノンフィクションしょう）は、作家の開高健を記念して創られた賞。集英社主催、一ツ橋綜合財団後援。正賞は記念品、副賞は300万円（単行本化の際は別途印税）。発表は月刊誌『小説すばる』、PR誌『青春と読書』、季刊誌『kotoba』誌上および集英社のホームページ上で行う。未発表もしくは未刊行の作品を対象にした文学賞であり、例年集英社から書籍化・刊行されている。また、小学館ノンフィクション大賞とともにノンフィクション作家の登竜門の位置づけにある。

## 受賞作

### 第1回 - 第10回
- 第1回（2003年） - 平岡泰博『虎山へ』（集英社）。
  - （優秀賞）姜誠『越境人たち六月の祭り』、駒村吉重『ダッカへ帰る日：故郷を見失ったベンガル人』（いずれも集英社）。
- 第2回（2004年） - 廣川まさき『ウーマンアローン』（集英社）。
- 第3回（2005年） - 藤原章生「遠い地平」

改題して書籍化『絵はがきにされた少年』（集英社）。
- 第4回（2006年） - 伊東乾『さよなら、サイレント・ネイビー：地下鉄に乗った同級生』（集英社）※副題は刊行時に加筆[2]。
- 第5回（2007年） - 志治美世子『ねじれ：医療の光と影を越えて』（集英社）。
- 第6回（2008年） - 石川直樹『最後の冒険家：太平洋に消えた神田道夫』→　副題を外して書籍化（集英社）[3]。
- 第7回（2009年） - 中村安希『インパラの朝：ユーラシア・アフリカ大陸684日』（集英社）。
- 第8回（2010年） - 角幡唯介「空白の五マイル：人跡未踏のチベット・ツアンポー峡谷単独行」

改題して書籍化『空白の五マイル：チベット、世界最大のツアンポー峡谷に挑む』（集英社）。
- 第9回（2011年） - 水谷竹秀「日本を捨てた男たち：フィリピンでホームレス」

改題して書籍化『日本を捨てた男たち：フィリピンに生きる「困窮邦人」』（集英社）。
- 第10回（2012年） - 佐々涼子『エンジェルフライト：国際霊柩送還士』（集英社）。

### 第11回 - 第20回
- 第11回（2013年） - 黒川祥子「壁になった少女：虐待-子どもたちのその後」

改題して書籍化『誕生日を知らない女の子：虐待-その後の子どもたち』（集英社）。
- 第12回（2014年） - 田原牧『ジャスミンの残り香 ：「アラブの春」が変えたもの』（集英社）。
- 第13回（2015年） - 三浦英之『五色の虹：満州建国大学卒業生たちの戦後』（集英社）。
- 第14回（2016年） - 工藤律子『マラス：暴力に支配される少年たち』（集英社）。
- 第15回（2017年） - 畠山理仁『黙殺：報じられない“無頼系独立候補”たちの戦い』（集英社）。
- 第16回（2018年） - 川内有緒『空をゆく巨人』（集英社）。
- 第17回（2019年） - 濱野ちひろ『聖なるズー：動物性愛者、種も暴力も超えるセックス』→　副題を外して書籍化（集英社）。
- 第18回（2020年） - 河野啓『デス・ゾーン：栗城史多のエベレスト劇場』（集英社）。
- 第19回（2021年） - 平井美帆『ソ連兵へ差し出された娘たち：証言・満州黒川開拓団』→　副題を外して書籍化（集英社）[2]。
- 第20回（2022年） - 佐賀旭『虚ろな革命家たち：連合赤軍森恒夫の足跡をたどって』（集英社）。

### 第21回 - 第30回
- 第21回（2023年） - 青島顕『MOCT（モスト）：「ソ連」を伝えたモスクワ放送の日本人』（集英社）[4]。ISBN　978-4-08-781747-8
- 第22回（2024年） - 窪田新之助『対馬の海に沈む』（集英社）[5]。ISBN　978-4-08-781761-4
- 第23回（2025年） - 小松由佳『シリアの家族』[6]。

## 選考委員
- 第1回 - 第2回 : 筑紫哲也・佐野眞一・崔洋一・田中優子
- 第3回 - 第6回 : 筑紫哲也・佐野眞一・崔洋一・田中優子・重松清（第6回は筑紫哲也欠席）
- 第7回 - 第9回 : 佐野眞一・崔洋一・田中優子・重松清・茂木健一郎 （筑紫哲也は、第7回募集告知には選考委員として名を連ねていたが、2008年死去のため選考には加わっていない）
- 第10回 : 佐野眞一・田中優子・茂木健一郎・藤沢周・森達也
- 第11回 -  : 田中優子・茂木健一郎・藤沢周・森達也 （佐野は第10回をもって辞任）
- 第12回 - 第20回[3]：姜尚中・田中優子・藤沢周・茂木健一郎・森達也
- 第21回 - 第22回[3]：加藤陽子・姜尚中・藤沢周・堀川惠子・森達也

## その他のノンフィクション賞
- 大宅壮一ノンフィクション賞
- 講談社ノンフィクション賞
- 新潮ドキュメント賞
- 小学館ノンフィクション大賞
- 本屋大賞